# M-111
La M-111 es una carretera de la Red Principal de la Comunidad de Madrid (España) que discurre entre el distrito madrileño de Barajas como prolongación de la Avenida de Logroño y Fuente el Saz de Jarama. Desde julio de 2009 se encuentra desdoblada en todo su recorrido a excepción del tramo de 5 km entre la rotonda de enlace con la M-113 y el enlace con la M-50, donde atraviesa varios polígonos industriales del municipio de Paracuellos de Jarama como carretera convencional con vías de servicio a los lados.

## Recorrido
Une las localidades de:
- Madrid (distrito de Barajas).
- Paracuellos de Jarama.
- San Sebastián de los Reyes (Cottolengo).
- Algete.
- Fuente el Saz de Jarama

Además tiene enlaces con las siguientes autovías y autopistas:
- M-13 y M-110 a su inicio en Barajas.
- M-113 en Paracuellos de Jarama .
- M-50 y R-2 en Paracuellos de Jarama.
- M-103 en Paracuellos de Jarama.
- M-100 y M-106 en San Sebastián de los Reyes cerca del término de Algete.
- M-103 a su final en Fuente el Saz de Jarama.

## Historia
La carretera ha sido desdoblada en sucesivas fases. La primera como parte de la ampliación del Aeropuerto de Madrid-Barajas al efectuarse el desvío y soterramiento de su trazado a fin de evitar su paso por las instalaciones aeroportuarias. Esta obra fue inaugurada en junio de 2003.
En mayo de 2008 fue inaugurado el tramo que actúa como variante a Fuente el Saz de Jarama y en junio de 2009 el desdoblamiento del tramo entre Algete y la conexión con la M-50 y R-2, convirtiéndose en una carretera con dos carriles por sentido, con una rotonda a la altura de Belvis del Jarama para vertebrar el tráfico de acceso a esa zona.

## Tráfico
Las cifras de intensidad media diaria (vehículos diarios) que se han registrado en 2011 se detallan en la tabla adjunta:
| KM     | Intensidad media diaria | % Vehículos pesados | Ubicación del P.K. de medición                                                    |
| ------ | ----------------------- | ------------------- | --------------------------------------------------------------------------------- |
| 3,700  | 20.143                  | 1,99                | Entre Barajas y M-113                                                             |
| 9,100  | 8.275                   | 16,29               | Entre la intersección con M-50 y M-113                                            |
| 13,000 | 8.319                   | 16,59               | Entre las intersecciones con M-50 y M-100                                         |
| 15,300 | 23.127                  | 6,99                | Entre la intersección con M-106 y glorieta de acceso a Fuente el Saz de Jarama    |
| 18,100 | 14.979                  | 5,35                | Entre la glorieta de acceso a Fuente El Saz de Jarama y la intersección con M-103 |